# Toute l'Europe
Toute l'Europe (anciennement Centre d'Information sur l'Europe, ou CIE) est un groupement d'intérêt économique publiant un site web francophone consacré à la diffusion d'informations sur les questions européennes. Il propose des contenus pédagogiques sur le fonctionnement de l'Union européenne (histoire, institutions, politiques, etc.) ainsi que sur les grands sujets d'actualité européenne tels que les procédures d'adhésion ou les négociations commerciales avec les États tiers. Le site propose également une revue de presse quotidienne et des contenus interactifs.
Le site propose une revue de presse quotidienne et des contenus autour de six thématiques d'actualité : prospérité et emploi, développement durable, sécurité, monde, innovation et unité.

## Historique
Crée en 1992 sous le nom de Centre d'information sur l'Europe (CIE) et fondé par l'État français et la Commission européenne, la structure était à l'origine un centre de documentation et d'information sur l'Europe ouvert au public. En 2006, le CIE se transforme en site internet et prend à cette occasion le nom de « Toute l'Europe ». Son fonctionnement se fait sous la forme d'un groupement d'intérêt économique regroupant notamment le secrétariat général des affaires européennes (SGAE) et la SNCF.

## Identité visuelle

Ancien logo.
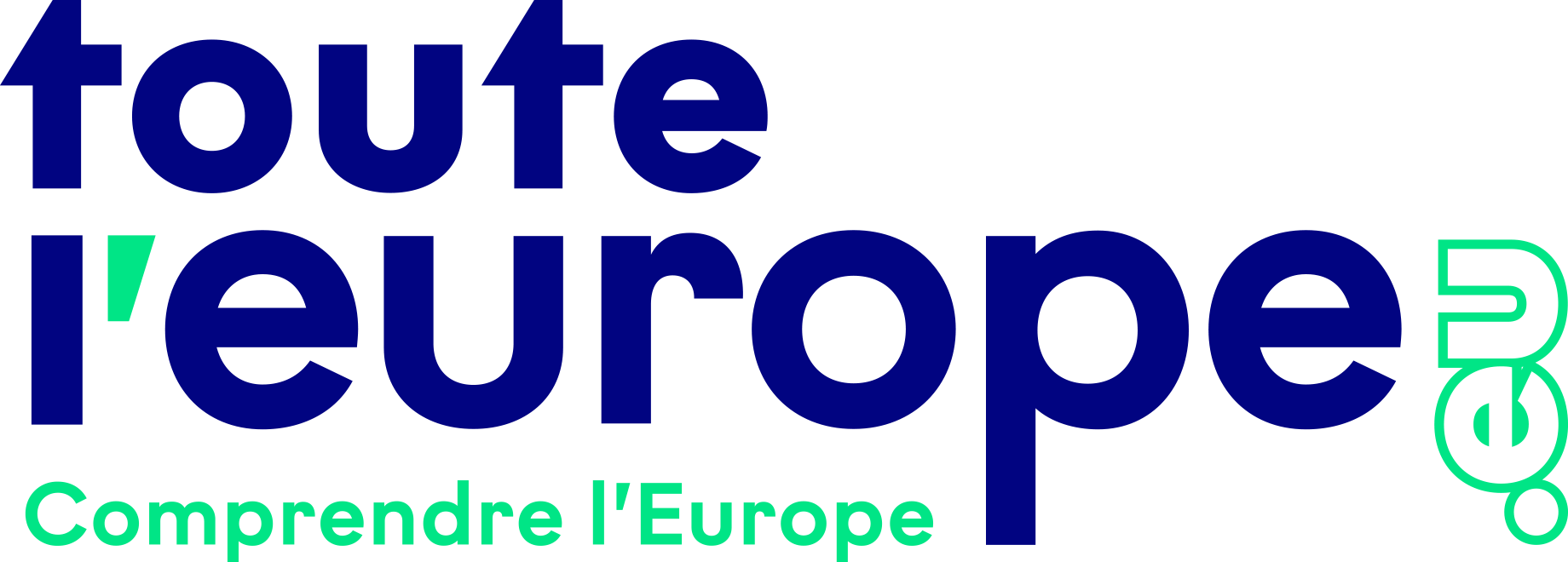
Logo actuel.